# Блед
Блед (словен. Bled) је град и управно средиште истоимене општине Блед, која припада Горењској регији у Републици Словенији.
По попису становништва из 2011. године, насеље Блед имало је 5.181 становника. Блед је насеље поред Бледског језера и спада међу старије и најлепше туристичке крајеве у Словенији. Лежи на надморској висини од 504 метара усред ледничке долине.

## Историја
Прве насеобине из овог краја су још из каменог доба али значајнији и веће заједнице се појављују у гвозденог доба од када имамо сачуване многобројне некрополе. Словени се на ово подручје досељавају у два таласа. Први талас је био у 7. веку а други у 9. и 10. веку. По пропасти словенских држава Блед улази у државу Карла Великог. Године 1004. Хенрик II Свети додељује блед као феуд бриксенском бискупу Албуину. Тада се и Блед први пут спомиње. Бледски замак добија бискупија 1011. Тада је почела феудализација локалног становништва. Блед са замком је био у власништву бискупа све до 1803. када је национализиран. До тада су бискупи замак изнајмљивали моћним и богатим људима већином племићима.
Од 1803. до 1812. је Блед био у склопу Илирских провинција, дела Првог француског царства. По пропасти Наполеона Блед је поново у рукама Хабзбурга. Они 1838. предају Блед поново у руке цркве, бриксеншкој бискупији. Десет година касније феудализам бива укинут и економска вредност овог краја знатно опада.
Касније села из околине се уједињују и настаје место на површини данашњег Бледа. Бискупи продају Блед 1858. власнику јасеничке железаре. До 1937. долази до више промена власника. Те године Блед долази у државне руке тј. власник постаје Дравска бановина. За време Другог светског рата на Бледу се налази седиште војне и цивилне управе Трећег рајха. Оно што је данас познато као Блед настало је када су села Град, Млино, Речица, Загорице и Желече због економије и туризма утопила у градић. Званично Блед добија статус града 1960.

## Језеро
Језеро је ледничко-тектонског порекла и проточно је, вода речицом Језерницом истиче из језера у Саву Бохињку, а она заједно са Савом Долињком постаје „наша“ Сава. Прича о овом крају далеко је поетичнија када се у њу унесу елементи митова и легенди, како то раде домаћини. Језеро је, каже једна од њих, творевина старословенске богиње Живе која је на његове обале населила виле и вилењаке. Корени ове легенде воде нас до острва где су откривени гробови и скелети из периода насељавања острва између 7. и 9. века, када су његови старословенски становници овде имали светилиште. Још је једна легенда везана за острво, тачније за цркву посвећену Девици Марији и „звоно жеља“. У жалости за мужем којег су убили разбојници, његова удовица је у ливење звона за малу капелу на острву уложила све своје благо. Након што је звоно заједно са лађом потонуло у језеру, легенда каже да се удовица закалуђерила у Риму. Након њене смрти папа је дао да се изради друго звано и пошаље на Блед. Верује се да ће ономе ко зазвони тим звоном у част Девице Марије бити испуњена жеља коју у том часу пожели. Верује се такође да ће срећа пратити брачни пар ако младожења са младом у наручју пређе 99. степеника од подножја острва до црквице која се налази на платоу на врху острва.

## Бледска тврђава
Бледска тврђава је једна од најстаријих тврђава у Словенији. У писаним изворима први пут је поменута још 22. маја 1011, када ју је немачки краљ Хенрик II поклонио бриксеншком бискупу Аделберону. Призор тврђаве изнад језера са романтичним острвцем и црквом је карактеристика Бледа која је кроз векове постала препознатљива у земљи и иностранству. Са балкона тврђаве се пружа изузетан поглед на Горењски регион, смештен између Караванки и Јулијских Алпи. Зграде у тврђави размештене су око дворишта у два нивоа. На доњем се у згради налазе штампарија тврђаве, спомен соба Приможа Трубара, галерија Торањ и угоститељски локал, док су на међунивоу вински подрум и биљна галерија. У горњем дворишту су најзначајнији делови зграде, капела из 16. века и музеј, у којем експонати говоре о историјском развоју региона на Бледском језеру од бронзаног доба до данашњих дана. Осим њих, ту су и ресторан тврђаве са терасом и ковачница. Оба нивоа заштићена су високим романичким зидинама са одбрамбеним ходником, улазним торњем и моћним готичким одбрамбеним торњем.

## Франце Прешерен о Бледу
Становници Бледа говоре како већ више од 1.000 година уживају у најлепшем погледу који описују као рајски, позивајући се на стих највећег словеначког песника Францета Прешерна: „Не постоји у Крањској лепши крај, ко с околином овај, што личи на рај.“

## Бледска посластица
Блед је такође познат по словеначкој врсте кремпите под називом словен. kremna rezina или словен. keremšnita. Бледска кремпита је чувена посластица на који су веома поносни и од 1953. године овде је произведено 12 милиона кремпита. Данас су ове кремпите познат бренд и свако ко дође на Блед мора да их проба. За производњу овог десерта задужена је екипа у једном малом и ефикасном производном погону који се бави само кремпитама.

## Туризам
Блед је познат по свом језеру, и по свом замку, изграђеном 1011. године, те се убраја у најстарије замкове Словеније. На брду Стража постоји скијалиште. Велики број вила и старих угоститељских објеката заштићен је као културна баштина.